# اللجنة الفنية لمؤتمر الحوار اليمني
في 14 يوليو 2012 أصدر الرئيس اليمني قرار بإنشاء اللجنة الفنية للإعداد والتحضير لمؤتمر الحوار الوطني الشامل بحيث تتكون من 25 عضواً ( جرى تعديل القرار ليصبح عدد الأعضاء 31 عضواً ) يمثلون مكونات المجموعات المقرر مشاركتها في مؤتمر الحوار وفقاً لما حددته الآلية التنفيذية لمبادرة مجلس التعاون الخليجي وهم :
المؤتمر الشعبي العام وحلفاؤه والمجلس الوطني (المشترك وشركاؤه) والأحزاب والأطراف السياسية والحركات الشبابية والحراك الجنوبي والحوثيون ومنظمات المجتمع المدني والقطاع النسائي . 
و تقوم اللجنة الفنية بمجموعة مهام تحضيرية أهمها إعداد مشروع جدول أعمال المؤتمر وموضوعاته ومشروع النظام الداخلي للمؤتمر وتحديد مكان انعقاد المؤتمر وإعداد ميزانية لعملية الحوار.
صدر قرار في 23 أكتوبر 2012 بتعيين لطفي جعفر شطاره عضوا بدلا عن عبد الله عبد المجيد الأصنج.
اختارت اللجنة خلال الاجتماع الأول في 6 أغسطس 2012 الدكتور عبد الكريم الإرياني رئيسا ، وراقية عبد القادر حميدان نائبا أول، وسلطان حزام العتواني نائبا ثانيا ، وأحمد عوض مبارك مقررا ، وأمل الباشاناطق إعلامي باسم اللجنة.

## الأعضاء
و تشكل اللجنة من 31 عضواً التالية أسماؤهم:
| 1. أحمد عوض مبارك 2. أمل الباشا 3. تمّام محمد باشراحيل 4. توكل كرمان 5. جعفر سعيد با صالح 6. حسام الشرجبي 7. حسين محمد عرب 8. راقيه عبد القادر حميدان | 9. رضيّه محمد المتوكل 10. سلطان حزام العتواني 11. د. صالح علي باصره 12. د. أحمد شرف الدين 13. صلاح مصلح الصيادي 14. عبد القادر هلال 15. د. عبد الكريم الأرياني (رئيس اللجنة) 16. د. عبد العزيز بن حبتور | 17. لطفي جعفر شطاره 18. عبد الوهاب الآنسي 19. ماجد فيصل المذحجي 20. محمد ناصر البخيتي 21. محمد علي أبو لحوم 22. ليزا حيدره محمد 23. ناديه السقاف 24. نصر طه مصطفى | 25. د. ياسين سعيد نعمان 26- ياسر عبد الله علي الرعيني 27-محمد موسى العامري 28- علي حسن زكي 29- عبد الله حسن الناخبي 30-عبد القوي محمد رشاد 31 - د. عبد الرشيد عبد الواسع سعيد. |